# Eubie Blake
James Hubert "Eubie" Blake (Baltimore, Maryland; 7 de febrero de 1887-Nueva York, 12 de febrero de 1983) fue un pianista y compositor estadounidense de jazz tradicional y ragtime.

## Carrera
Blake comenzó tocando en locales de los bajos fondos de su ciudad natal. En 1907, logró un contrato en el "Hotel Goldfield", donde permaneció como pianista de plantilla muchos años, mientras estudiaba composición. En 1915, conoció a Noble Sissle, con el que colaboró de forma regular en los años siguientes, bien componiendo en equipo, bien actuando, ya fuera en dúo, ya al frente de su propia banda. 
El éxito le llegó en 1921, gracias a la música que escribieron juntos para un musical de Broadway, titulado Shuffle Along, que fue protagonizado por Josephine Baker y Florence Mills. Después, ya en solitario, Blake compondría otros dos musicales, Blackbirds of 1930 (protagonizado por Ethel Waters) y Swing It (1937). Colaboraría nuevamente con Sissle y desarrolló su carrera como pianista, aunque a partir de los años 1950 se alejó relativamente de la escena. No obstante continuó apareciendo con regularidad en grandes festivales, a pesar de su avanzada edad, tanto en Estados Unidos como en Europa, hasta 1979.
Blake falleció el 12 de febrero de 1983, poco después de cumplir cien años, en Brooklyn, Nueva York.